# Strider (jeu vidéo, juillet 1989)
Pour les articles homonymes, voir Strider (homonymie).
Strider (ストライダー飛竜, Strider Hiryu) est un jeu vidéo d'action-plates-formes développé et édité par Capcom sur Nintendo Entertainment System en juillet 1989.
Il ne s'agit pas de la version connue sur borne d'arcade mais d'une nouvelle développée spécialement pour la console 8-bits de Nintendo.